# 1748
Portal Geschichte | Portal Biografien | Aktuelle Ereignisse | Jahreskalender | Tagesartikel

◄ |
17. Jahrhundert |
18. Jahrhundert
| 19. Jahrhundert | ►

◄ |
1710er |
1720er |
1730er |
1740er
| 1750er | 1760er | 1770er | ►

◄◄ |
◄ |
1744 |
1745 |
1746 |
1747 |
1748
| 1749 | 1750 | 1751 | 1752 | ► | ►►
Staatsoberhäupter  · Nekrolog   · Musikjahr
| Januar | Januar | Januar | Januar | Januar | Januar | Januar | Januar |
| Kw     | Mo     | Di     | Mi     | Do     | Fr     | Sa     | So     |
| ------ | ------ | ------ | ------ | ------ | ------ | ------ | ------ |
| 1      | 1      | 2      | 3      | 4      | 5      | 6      | 7      |
| 2      | 8      | 9      | 10     | 11     | 12     | 13     | 14     |
| 3      | 15     | 16     | 17     | 18     | 19     | 20     | 21     |
| 4      | 22     | 23     | 24     | 25     | 26     | 27     | 28     |
| 5      | 29     | 30     | 31     |        |        |        |        |

| Februar | Februar | Februar | Februar | Februar | Februar | Februar | Februar |
| Kw      | Mo      | Di      | Mi      | Do      | Fr      | Sa      | So      |
| ------- | ------- | ------- | ------- | ------- | ------- | ------- | ------- |
| 5       |         |         |         | 1       | 2       | 3       | 4       |
| 6       | 5       | 6       | 7       | 8       | 9       | 10      | 11      |
| 7       | 12      | 13      | 14      | 15      | 16      | 17      | 18      |
| 8       | 19      | 20      | 21      | 22      | 23      | 24      | 25      |
| 9       | 26      | 27      | 28      | 29      |         |         |         |

| März | März | März | März | März | März | März | März |
| Kw   | Mo   | Di   | Mi   | Do   | Fr   | Sa   | So   |
| ---- | ---- | ---- | ---- | ---- | ---- | ---- | ---- |
| 9    |      |      |      |      | 1    | 2    | 3    |
| 10   | 4    | 5    | 6    | 7    | 8    | 9    | 10   |
| 11   | 11   | 12   | 13   | 14   | 15   | 16   | 17   |
| 12   | 18   | 19   | 20   | 21   | 22   | 23   | 24   |
| 13   | 25   | 26   | 27   | 28   | 29   | 30   | 31   |

| April | April | April | April | April | April | April | April |
| Kw    | Mo    | Di    | Mi    | Do    | Fr    | Sa    | So    |
| ----- | ----- | ----- | ----- | ----- | ----- | ----- | ----- |
| 14    | 1     | 2     | 3     | 4     | 5     | 6     | 7     |
| 15    | 8     | 9     | 10    | 11    | 12    | 13    | 14    |
| 16    | 15    | 16    | 17    | 18    | 19    | 20    | 21    |
| 17    | 22    | 23    | 24    | 25    | 26    | 27    | 28    |
| 18    | 29    | 30    |       |       |       |       |       |

| Mai | Mai | Mai | Mai | Mai | Mai | Mai | Mai |
| Kw  | Mo  | Di  | Mi  | Do  | Fr  | Sa  | So  |
| --- | --- | --- | --- | --- | --- | --- | --- |
| 18  |     |     | 1   | 2   | 3   | 4   | 5   |
| 19  | 6   | 7   | 8   | 9   | 10  | 11  | 12  |
| 20  | 13  | 14  | 15  | 16  | 17  | 18  | 19  |
| 21  | 20  | 21  | 22  | 23  | 24  | 25  | 26  |
| 22  | 27  | 28  | 29  | 30  | 31  |     |     |

| Juni | Juni | Juni | Juni | Juni | Juni | Juni | Juni |
| Kw   | Mo   | Di   | Mi   | Do   | Fr   | Sa   | So   |
| ---- | ---- | ---- | ---- | ---- | ---- | ---- | ---- |
| 22   |      |      |      |      |      | 1    | 2    |
| 23   | 3    | 4    | 5    | 6    | 7    | 8    | 9    |
| 24   | 10   | 11   | 12   | 13   | 14   | 15   | 16   |
| 25   | 17   | 18   | 19   | 20   | 21   | 22   | 23   |
| 26   | 24   | 25   | 26   | 27   | 28   | 29   | 30   |

| Juli | Juli | Juli | Juli | Juli | Juli | Juli | Juli |
| Kw   | Mo   | Di   | Mi   | Do   | Fr   | Sa   | So   |
| ---- | ---- | ---- | ---- | ---- | ---- | ---- | ---- |
| 27   | 1    | 2    | 3    | 4    | 5    | 6    | 7    |
| 28   | 8    | 9    | 10   | 11   | 12   | 13   | 14   |
| 29   | 15   | 16   | 17   | 18   | 19   | 20   | 21   |
| 30   | 22   | 23   | 24   | 25   | 26   | 27   | 28   |
| 31   | 29   | 30   | 31   |      |      |      |      |

| August | August | August | August | August | August | August | August |
| Kw     | Mo     | Di     | Mi     | Do     | Fr     | Sa     | So     |
| ------ | ------ | ------ | ------ | ------ | ------ | ------ | ------ |
| 31     |        |        |        | 1      | 2      | 3      | 4      |
| 32     | 5      | 6      | 7      | 8      | 9      | 10     | 11     |
| 33     | 12     | 13     | 14     | 15     | 16     | 17     | 18     |
| 34     | 19     | 20     | 21     | 22     | 23     | 24     | 25     |
| 35     | 26     | 27     | 28     | 29     | 30     | 31     |        |

| September | September | September | September | September | September | September | September |
| Kw        | Mo        | Di        | Mi        | Do        | Fr        | Sa        | So        |
| --------- | --------- | --------- | --------- | --------- | --------- | --------- | --------- |
| 35        |           |           |           |           |           |           | 1         |
| 36        | 2         | 3         | 4         | 5         | 6         | 7         | 8         |
| 37        | 9         | 10        | 11        | 12        | 13        | 14        | 15        |
| 38        | 16        | 17        | 18        | 19        | 20        | 21        | 22        |
| 39        | 23        | 24        | 25        | 26        | 27        | 28        | 29        |
| 40        | 30        |           |           |           |           |           |           |

| Oktober | Oktober | Oktober | Oktober | Oktober | Oktober | Oktober | Oktober |
| Kw      | Mo      | Di      | Mi      | Do      | Fr      | Sa      | So      |
| ------- | ------- | ------- | ------- | ------- | ------- | ------- | ------- |
| 40      |         | 1       | 2       | 3       | 4       | 5       | 6       |
| 41      | 7       | 8       | 9       | 10      | 11      | 12      | 13      |
| 42      | 14      | 15      | 16      | 17      | 18      | 19      | 20      |
| 43      | 21      | 22      | 23      | 24      | 25      | 26      | 27      |
| 44      | 28      | 29      | 30      | 31      |         |         |         |

| November | November | November | November | November | November | November | November |
| Kw       | Mo       | Di       | Mi       | Do       | Fr       | Sa       | So       |
| -------- | -------- | -------- | -------- | -------- | -------- | -------- | -------- |
| 44       |          |          |          |          | 1        | 2        | 3        |
| 45       | 4        | 5        | 6        | 7        | 8        | 9        | 10       |
| 46       | 11       | 12       | 13       | 14       | 15       | 16       | 17       |
| 47       | 18       | 19       | 20       | 21       | 22       | 23       | 24       |
| 48       | 25       | 26       | 27       | 28       | 29       | 30       |          |

| Dezember | Dezember | Dezember | Dezember | Dezember | Dezember | Dezember | Dezember |
| Kw       | Mo       | Di       | Mi       | Do       | Fr       | Sa       | So       |
| -------- | -------- | -------- | -------- | -------- | -------- | -------- | -------- |
| 48       |          |          |          |          |          |          | 1        |
| 49       | 2        | 3        | 4        | 5        | 6        | 7        | 8        |
| 50       | 9        | 10       | 11       | 12       | 13       | 14       | 15       |
| 51       | 16       | 17       | 18       | 19       | 20       | 21       | 22       |
| 52       | 23       | 24       | 25       | 26       | 27       | 28       | 29       |
| 1        | 30       | 31       |          |          |          |          |          |

| Januar | Januar | Januar | Januar | Januar | Januar | Januar | Januar |
| Kw     | Mo     | Di     | Mi     | Do     | Fr     | Sa     | So     |
| ------ | ------ | ------ | ------ | ------ | ------ | ------ | ------ |
| 1      | 1      | 2      | 3      | 4      | 5      | 6      | 7      |
| 2      | 8      | 9      | 10     | 11     | 12     | 13     | 14     |
| 3      | 15     | 16     | 17     | 18     | 19     | 20     | 21     |
| 4      | 22     | 23     | 24     | 25     | 26     | 27     | 28     |
| 5      | 29     | 30     | 31     |        |        |        |        |

| Februar | Februar | Februar | Februar | Februar | Februar | Februar | Februar |
| Kw      | Mo      | Di      | Mi      | Do      | Fr      | Sa      | So      |
| ------- | ------- | ------- | ------- | ------- | ------- | ------- | ------- |
| 5       |         |         |         | 1       | 2       | 3       | 4       |
| 6       | 5       | 6       | 7       | 8       | 9       | 10      | 11      |
| 7       | 12      | 13      | 14      | 15      | 16      | 17      | 18      |
| 8       | 19      | 20      | 21      | 22      | 23      | 24      | 25      |
| 9       | 26      | 27      | 28      | 29      |         |         |         |

| März | März | März | März | März | März | März | März |
| Kw   | Mo   | Di   | Mi   | Do   | Fr   | Sa   | So   |
| ---- | ---- | ---- | ---- | ---- | ---- | ---- | ---- |
| 9    |      |      |      |      | 1    | 2    | 3    |
| 10   | 4    | 5    | 6    | 7    | 8    | 9    | 10   |
| 11   | 11   | 12   | 13   | 14   | 15   | 16   | 17   |
| 12   | 18   | 19   | 20   | 21   | 22   | 23   | 24   |
| 13   | 25   | 26   | 27   | 28   | 29   | 30   | 31   |

| April | April | April | April | April | April | April | April |
| Kw    | Mo    | Di    | Mi    | Do    | Fr    | Sa    | So    |
| ----- | ----- | ----- | ----- | ----- | ----- | ----- | ----- |
| 14    | 1     | 2     | 3     | 4     | 5     | 6     | 7     |
| 15    | 8     | 9     | 10    | 11    | 12    | 13    | 14    |
| 16    | 15    | 16    | 17    | 18    | 19    | 20    | 21    |
| 17    | 22    | 23    | 24    | 25    | 26    | 27    | 28    |
| 18    | 29    | 30    |       |       |       |       |       |

| Mai | Mai | Mai | Mai | Mai | Mai | Mai | Mai |
| Kw  | Mo  | Di  | Mi  | Do  | Fr  | Sa  | So  |
| --- | --- | --- | --- | --- | --- | --- | --- |
| 18  |     |     | 1   | 2   | 3   | 4   | 5   |
| 19  | 6   | 7   | 8   | 9   | 10  | 11  | 12  |
| 20  | 13  | 14  | 15  | 16  | 17  | 18  | 19  |
| 21  | 20  | 21  | 22  | 23  | 24  | 25  | 26  |
| 22  | 27  | 28  | 29  | 30  | 31  |     |     |

| Juni | Juni | Juni | Juni | Juni | Juni | Juni | Juni |
| Kw   | Mo   | Di   | Mi   | Do   | Fr   | Sa   | So   |
| ---- | ---- | ---- | ---- | ---- | ---- | ---- | ---- |
| 22   |      |      |      |      |      | 1    | 2    |
| 23   | 3    | 4    | 5    | 6    | 7    | 8    | 9    |
| 24   | 10   | 11   | 12   | 13   | 14   | 15   | 16   |
| 25   | 17   | 18   | 19   | 20   | 21   | 22   | 23   |
| 26   | 24   | 25   | 26   | 27   | 28   | 29   | 30   |

| Juli | Juli | Juli | Juli | Juli | Juli | Juli | Juli |
| Kw   | Mo   | Di   | Mi   | Do   | Fr   | Sa   | So   |
| ---- | ---- | ---- | ---- | ---- | ---- | ---- | ---- |
| 27   | 1    | 2    | 3    | 4    | 5    | 6    | 7    |
| 28   | 8    | 9    | 10   | 11   | 12   | 13   | 14   |
| 29   | 15   | 16   | 17   | 18   | 19   | 20   | 21   |
| 30   | 22   | 23   | 24   | 25   | 26   | 27   | 28   |
| 31   | 29   | 30   | 31   |      |      |      |      |

| August | August | August | August | August | August | August | August |
| Kw     | Mo     | Di     | Mi     | Do     | Fr     | Sa     | So     |
| ------ | ------ | ------ | ------ | ------ | ------ | ------ | ------ |
| 31     |        |        |        | 1      | 2      | 3      | 4      |
| 32     | 5      | 6      | 7      | 8      | 9      | 10     | 11     |
| 33     | 12     | 13     | 14     | 15     | 16     | 17     | 18     |
| 34     | 19     | 20     | 21     | 22     | 23     | 24     | 25     |
| 35     | 26     | 27     | 28     | 29     | 30     | 31     |        |

| September | September | September | September | September | September | September | September |
| Kw        | Mo        | Di        | Mi        | Do        | Fr        | Sa        | So        |
| --------- | --------- | --------- | --------- | --------- | --------- | --------- | --------- |
| 35        |           |           |           |           |           |           | 1         |
| 36        | 2         | 3         | 4         | 5         | 6         | 7         | 8         |
| 37        | 9         | 10        | 11        | 12        | 13        | 14        | 15        |
| 38        | 16        | 17        | 18        | 19        | 20        | 21        | 22        |
| 39        | 23        | 24        | 25        | 26        | 27        | 28        | 29        |
| 40        | 30        |           |           |           |           |           |           |

| Oktober | Oktober | Oktober | Oktober | Oktober | Oktober | Oktober | Oktober |
| Kw      | Mo      | Di      | Mi      | Do      | Fr      | Sa      | So      |
| ------- | ------- | ------- | ------- | ------- | ------- | ------- | ------- |
| 40      |         | 1       | 2       | 3       | 4       | 5       | 6       |
| 41      | 7       | 8       | 9       | 10      | 11      | 12      | 13      |
| 42      | 14      | 15      | 16      | 17      | 18      | 19      | 20      |
| 43      | 21      | 22      | 23      | 24      | 25      | 26      | 27      |
| 44      | 28      | 29      | 30      | 31      |         |         |         |

| November | November | November | November | November | November | November | November |
| Kw       | Mo       | Di       | Mi       | Do       | Fr       | Sa       | So       |
| -------- | -------- | -------- | -------- | -------- | -------- | -------- | -------- |
| 44       |          |          |          |          | 1        | 2        | 3        |
| 45       | 4        | 5        | 6        | 7        | 8        | 9        | 10       |
| 46       | 11       | 12       | 13       | 14       | 15       | 16       | 17       |
| 47       | 18       | 19       | 20       | 21       | 22       | 23       | 24       |
| 48       | 25       | 26       | 27       | 28       | 29       | 30       |          |

| Dezember | Dezember | Dezember | Dezember | Dezember | Dezember | Dezember | Dezember |
| Kw       | Mo       | Di       | Mi       | Do       | Fr       | Sa       | So       |
| -------- | -------- | -------- | -------- | -------- | -------- | -------- | -------- |
| 48       |          |          |          |          |          |          | 1        |
| 49       | 2        | 3        | 4        | 5        | 6        | 7        | 8        |
| 50       | 9        | 10       | 11       | 12       | 13       | 14       | 15       |
| 51       | 16       | 17       | 18       | 19       | 20       | 21       | 22       |
| 52       | 23       | 24       | 25       | 26       | 27       | 28       | 29       |
| 1        | 30       | 31       |          |          |          |          |          |

## Ereignisse

### Politik und Weltgeschehen

#### Österreichischer Erbfolgekrieg

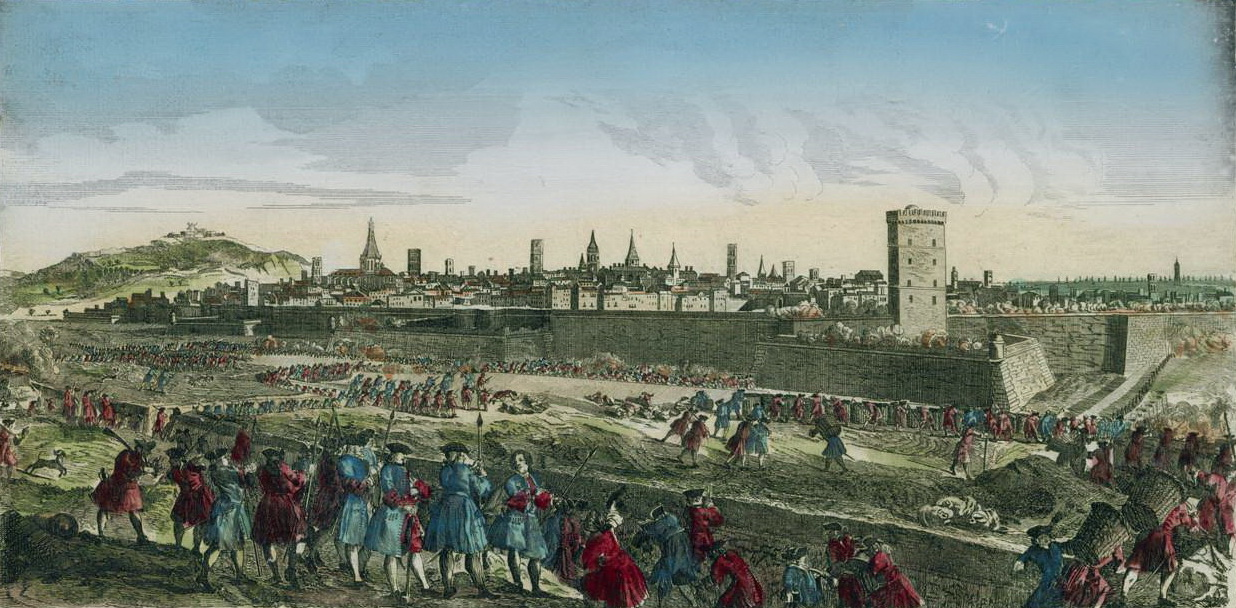
Die Belagerung von Maastricht

- 11. April: Die französische Armee unter Moritz von Sachsen beginnt mit der Belagerung von Maastricht. Die Pragmatische Armee aus Österreichern, Niederländern und Briten greift nicht ein, sondern wartet auf das Eintreffen der im Vorjahr zugesagten russischen Truppen.
- 24. April: In Aachen beginnen Friedensverhandlungen zwischen den streitenden Kriegsparteien im Österreichischen Erbfolgekrieg. Sie münden in den am 18. Oktober unterzeichneten Zweiten Aachener Frieden.
- 01. Mai: Maastricht kapituliert vor den französischen Angreifern.

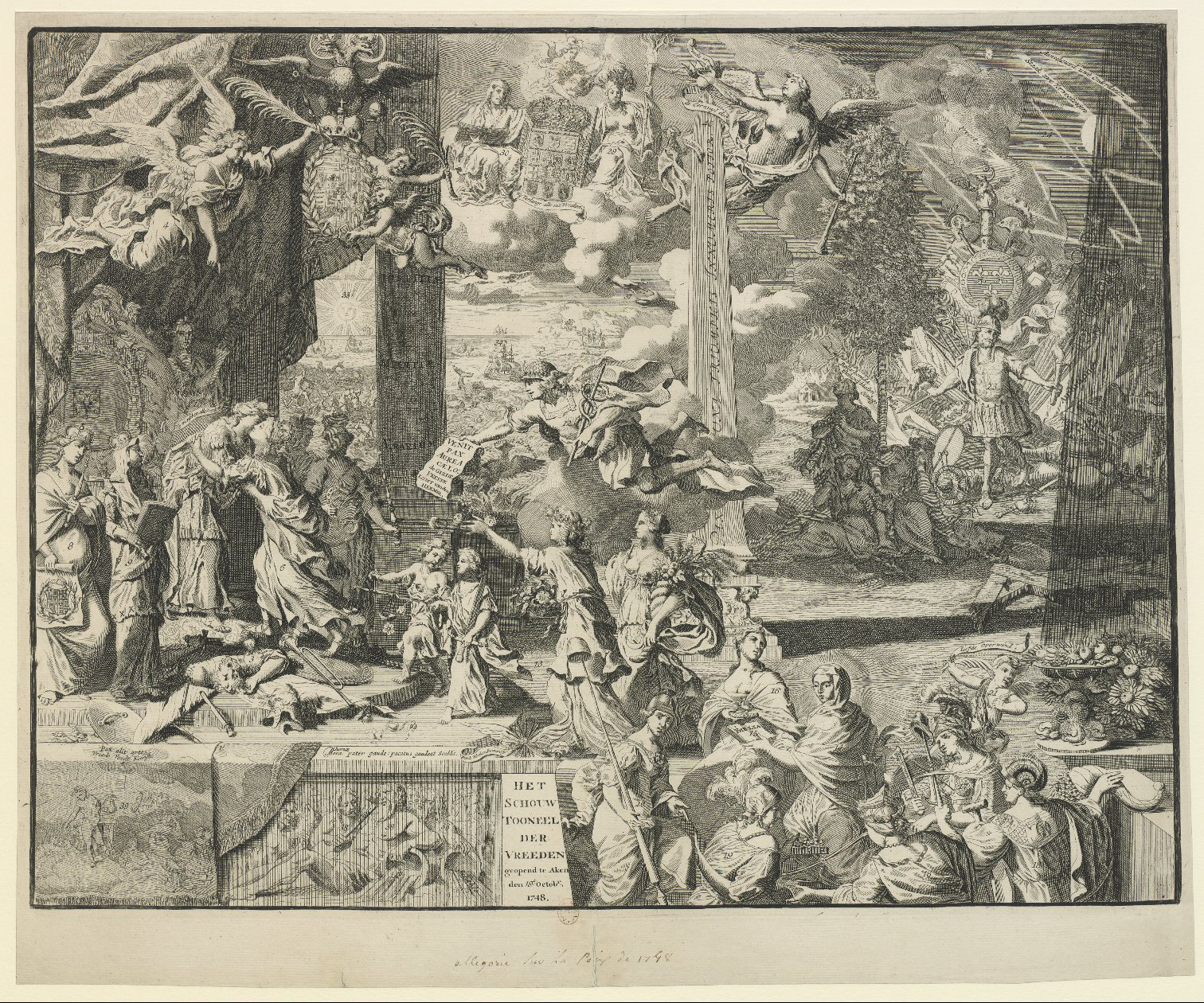
Zeitgenössische Allegorie auf den Frieden von Aachen

- 18. Oktober: Durch Russlands militärische Hilfe beendet der Aachener Friede den Österreichischen Erbfolgekrieg zugunsten Maria Theresias. Er bestätigt die Pragmatische Sanktion und die britische Thronfolge für Hannover. Im Krieg gemachte Eroberungen werden von den beteiligten Mächten im Großen und Ganzen zurückgegeben. Die Herrschaft Preußens über Schlesien und die Grafschaft Glatz wird bestätigt. Österreich muss die Herzogtümer von Parma, Piacenza und Guastalla in Norditalien an Philipp, Herzog von Parma, und mehrere Territorien in der westlichen Lombardei an seinen Alliierten Karl Emanuel III., König von Sardinien, abtreten. Das Herzogtum von Modena und Reggio und die Republik Genua werden in ihrer früheren Ausdehnung wiederhergestellt. Mit dem Friedensschluss endet auch King George’s War zwischen Großbritannien und Frankreich in den Nordamerikanischen Kolonien als Teil der Franzosen- und Indianerkriege. Bezüglich des Handelskrieges zwischen England und Frankreich in Westindien, Afrika und Indien wird nichts festgelegt, der Friedensvertrag ist darum keine Basis für einen dauerhaften Frieden. In Frankreich gibt es eine allgemeine Empörung, weil man den Friedensvertrag als eine unnötige Aufgabe von Vorteilen ansieht, insbesondere wegen der im Krieg eroberten Österreichischen Niederlande.

#### Weitere Ereignisse im Reich

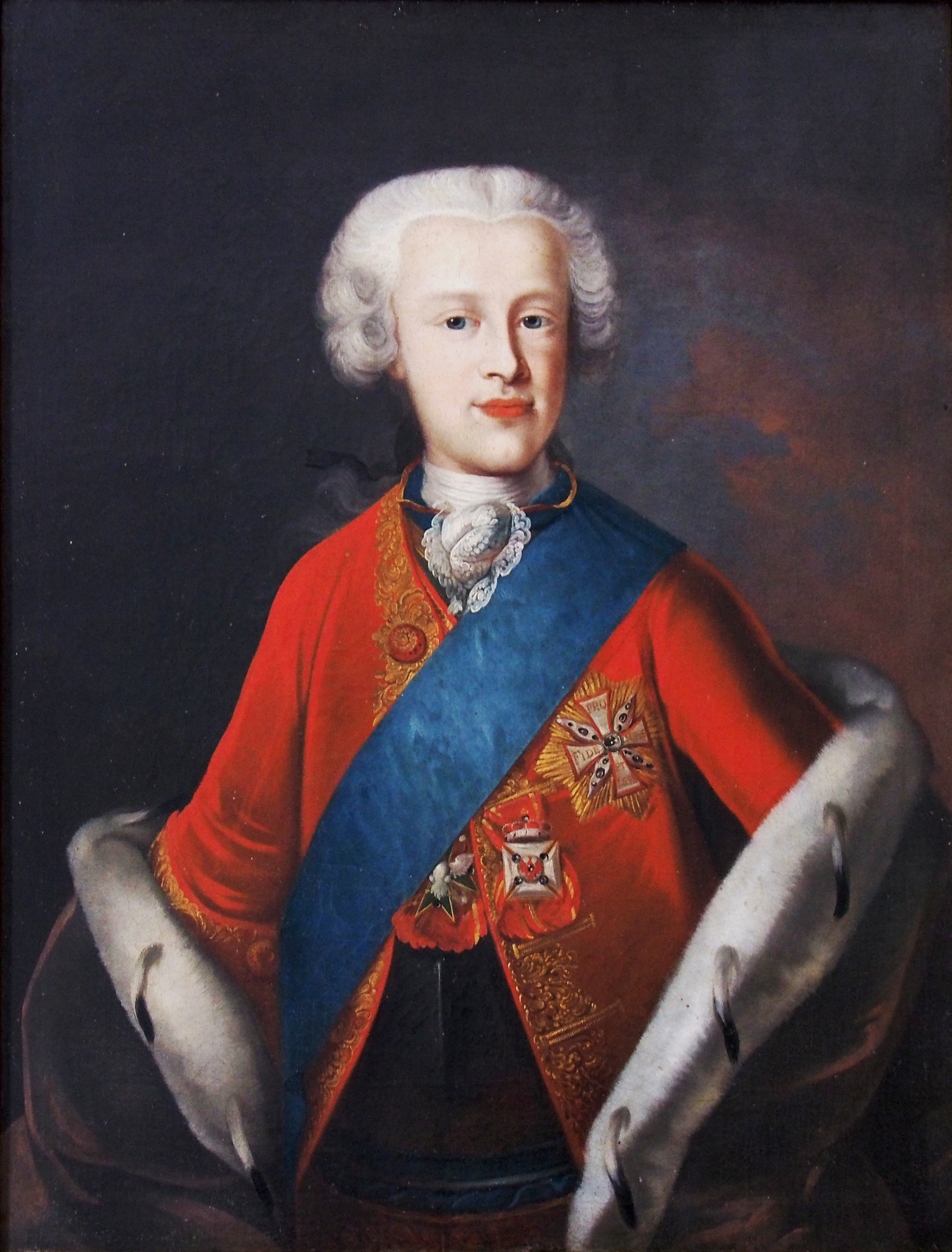
Herzog Ernst August II. von Sachsen-Weimar-Eisenach

- 19. Januar: Nach dem Tod von Ernst August I. wird sein elfjähriger Sohn Ernst August II. Herzog von Sachsen-Weimar und Sachsen-Eisenach. Die Regentschaft übernimmt zunächst Friedrich III. von Sachsen-Gotha-Altenburg, der den Minderjährigen zur Ausbildung an seinen Hof nach Gotha holt.
- 22. Dezember: Fürst Johann Nepomuk Karl von Liechtenstein stirbt nach dreijähriger Regierungszeit im Alter von 24 Jahren ohne legitimen Nachfolger. Sein Onkel Josef Wenzel, der das Land 1712 bis 1718 schon einmal regiert hat, übernimmt die Regierung neuerlich.
- Der Wasunger Krieg zwischen den beiden Ernestinischen Herzogtümern Sachsen-Gotha-Altenburg und Sachsen-Meiningen endet ohne erwähnenswerte Kampfhandlungen nach Vermittlung durch Preußen. Herzog Friedrich III. von Sachsen-Gotha-Altenburg zieht seine Truppen aus Sachsen-Meiningen zurück

#### Süd- und Westasien
- 29. April: Ahmad Shah folgt seinem Vater Muhammad Shah nach dessen Tod als indischer Großmogul. Ahmad Shah gilt als gutherzig, aber willenlos, ungebildet und militärisch unerfahren. Die tatsächliche Staatsgewalt legt bei seinem Premierminister Safdar Jang, dem es jedoch nicht gelingt, das unter Muhammad Shah verfallene Mogulreich zu festigen. Rund ein Drittel des Heeres desertiert, weil das Reich nicht in der Lage ist, den Sold auszuzahlen.
- 01. Juni: Um die Nachfolge des verstorbenen Asaf Jah I. als Fürst von Hyderabad streiten vier Söhne und ein Enkel.
- 29. September: Ebrāhim Schah Afschār setzt seinen Bruder Adil Schah ab und lässt ihn blenden. Am 8. Dezember lässt er sich in Täbris zum Schah von Persien ernennen. Doch schon zwei Monate vorher ist mit Schah Ruch, dem Enkel Nadir Schahs, ein Gegenkönig in Maschhad aufgestellt worden.

#### Timor
- Auf Timor beginnt ein Aufstand von tributpflichtigen Liurais gegen die mit Portugal verbündeten Topasse.

### Wirtschaft
- 02. Januar: Das Bankhaus Gebrüder Bethmann wird in Frankfurt am Main gegründet.
- Auf Beschluss des Augsburger Fürstbischofs Joseph Ignaz Philipp von Hessen-Darmstadt wird die Fayencemanufaktur Göggingen eingerichtet.
- In Lorraine wird Villeroy & Boch gegründet.

### Wissenschaft und Technik
- 01. Februar: Zwölf bremische Studenten des Gymnasiums Illustre gründen die Bremische Deutsche Gesellschaft, eine patriotische Sprach- und Gelehrtengesellschaft, die im Sinne der Aufklärung die Pflege der Geschichte, Literatur, Rhetorik und Poesie „zum Nutzen der Menschen“ zum Ziel hat. Vorbild ist die 1727 in Leipzig entstandene Deutsche Gesellschaft.
- 06. April: Unter Leitung von Roque Joaquín de Alcubierre beginnen Suchgrabungen auf dem Gelände des früheren Pompeji, das dieser allerdings für Stabiae hält. Mit seinen Methoden der Schatzgräberei richtet Alcubierre zahlreiche Zerstörungen an, die nur durch den Einfluss seines wissenschaftlichen Assistenten Karl Weber gemildert werden.
- Charles de Secondat, Baron de Montesquieu veröffentlicht in Genf anonym sein Hauptwerk De l'esprit des loix (dt. Vom Geist der Gesetze), in dem er sich unter anderem mit der Gewaltenteilung auseinandersetzt.
- David Hume veröffentlicht in London Eine Untersuchung über den menschlichen Verstand.
- Der Abbé Jean-Antoine Nollet entdeckt die Erscheinung der Dispersion (Osmosevorgänge) mit Hilfe von Weingeist und Wasser, die er in einer Schweinsblase einschließt.
- Leonhard Euler entdeckt die eulersche Identität, das ist die Relation zwischen der Eulerschen Zahl {\displaystyle e} und der Ludolfschen Zahl {\displaystyle \pi } in der Gleichung {\displaystyle {\begin{matrix}e^{\mathrm {i} \,\pi }=\end{matrix}}-1\;}

### Kultur

#### Bildende Kunst und Architektur

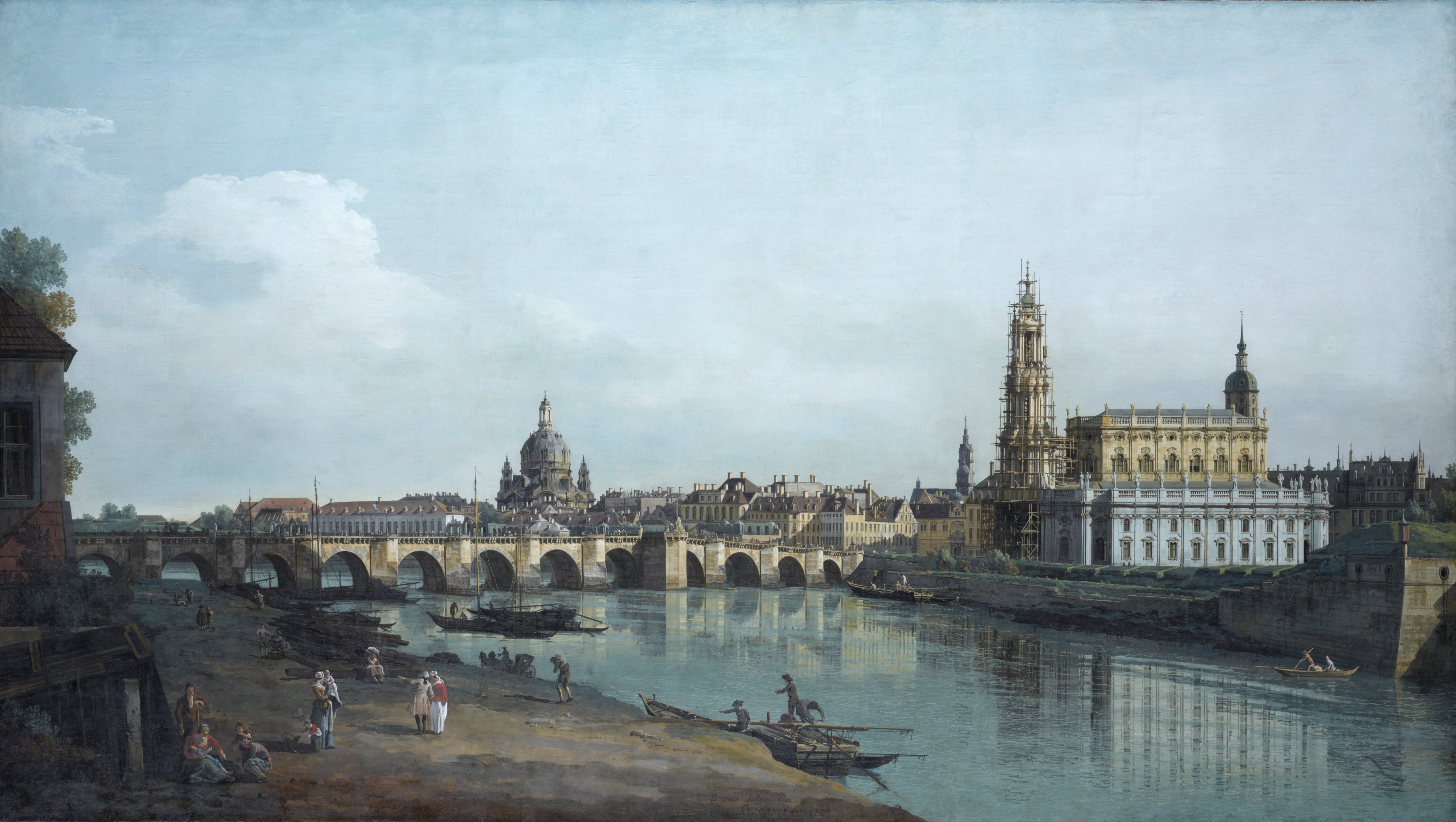
Der Canaletto-Blick auf Dresden

- Bernardo Bellotto, genannt Canaletto malt Dresden vom rechten Elbufer unterhalb der Augustusbrücke.
- Georg Wenzeslaus von Knobelsdorff beginnt im Auftrag von Leopold II. Maximilian von Anhalt-Dessau mit dem Umbau und der Erweiterung des Dessauer Residenzschlosses.

#### Musik und Theater
- 09. März: Das Oratorium Joshua von Georg Friedrich Händel hat seine Uraufführung am Theatre Royal in Covent Garden in London. Es wird bald zu Händels erfolgreichstem Oratorium.
- 23. März: Das Oratorium Alexander Balus von Georg Friedrich Händel auf das Libretto von Thomas Morell wird ebenfalls am Covent Garden Theatre uraufgeführt.
- 27. August: Die Uraufführung der Oper Pigmalion von Jean-Philippe Rameau mit einem Libretto von Ballot de Sauvot findet an der Grand Opéra Paris statt. Marie Fel singt die Rolle der Statue. Der Oper ist kein großer Erfolg beschieden.
- nach dem 18. Oktober: Georg Friedrich Händel komponiert die Feuerwerksmusik.

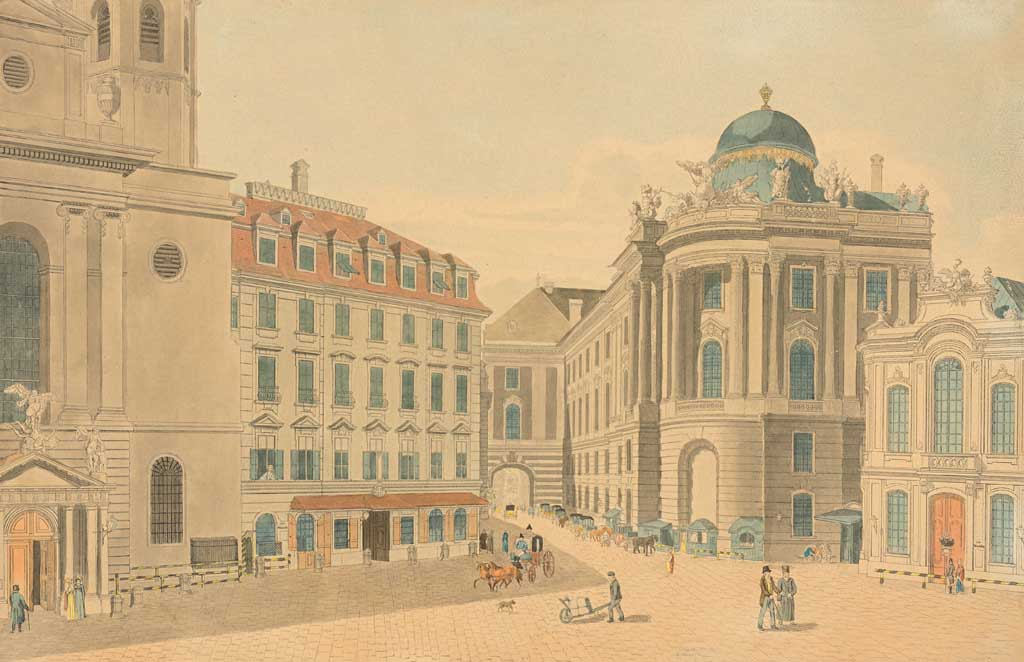
Das alte Burgtheater, Umrissradierung von Carl Schütz

- Am Michaelerplatz in Wien wird das neu gestaltete Theater nächst der Burg eröffnet.
- Das Lustspiel Der junge Gelehrte von Gotthold Ephraim Lessing wird durch die Neubersche Truppe uraufgeführt.

### Gesellschaft
- 28. April: Der schwedische König Friedrich I. stiftet an seinem Geburtstag den Nordstern-Orden.
- Der karikierend freimaurerische Mops-Orden wird verboten und löst sich auf.

### Religion
- 29. Juni: In der Enzyklika Magnae nobis an den Primas, die Erzbischöfe und die Bischöfe des Königreichs Polen befasst sich Papst Benedikt XIV. mit Ehehindernissen und Dispensationen.
- 26. August: Mit dem Ministerium von Pennsylvanien wird von mehreren Pastoren in Philadelphia die erste evangelisch-lutherische kirchliche Körperschaft in Nordamerika gegründet.
- 27. September: In der Bulle Gloriosae Dominae gibt Papst Benedikt XIV. eine Erklärung zur Marienverehrung.

## Historische Karten und Ansichten

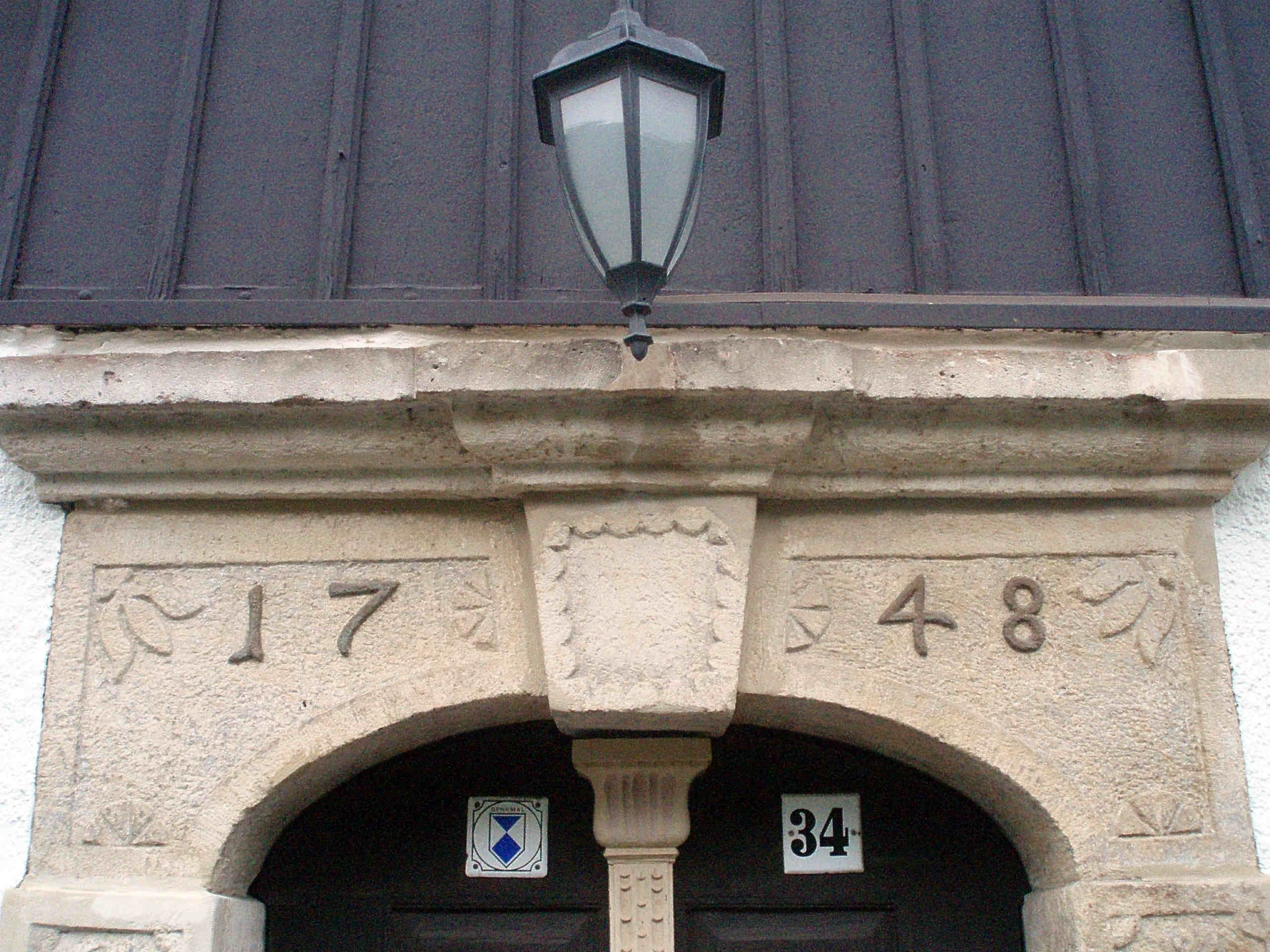
Türstock von 1748

## Geboren

### Erstes Quartal
- 01. Januar: Giovanni Furno, italienischer Komponist († 1837)
- 06. Januar: Jean-Melchior d’Abadie, französischer Militär († 1820)
- 07. Januar: David Gilly, preußischer Baumeister († 1808)
- 10. Januar: Franziska von Hohenheim, Herzogin von Württemberg († 1811)
- 10. Januar: Christian Gottlob Biener, deutscher Jurist († 1828)
- 12. Januar: Ludwig Gottfried Madihn, deutscher Hochschullehrer und Universätsrektor († 1834)
- 13. Januar: François Étienne de Rosily-Mesros, französischer Admiral († 1832)
- 27. Januar: Marie Anne George (Madame Du Titre), französische Hugenottin in Berlin († 1827)
- 30. Januar: Friedrich V., Landgraf von Hessen-Homburg († 1820)
- 03. Februar: Friederike von Reitzenstein, deutsche Schriftstellerin († 1819)
- 04. Februar: Matthias Gottfried Eichler, deutscher Zeichner und Kupferstecher († 1821)
- 05. Februar: Christian Gottlob Neefe, deutscher Komponist, Organist, Kapellmeister und Musikwissenschaftler († 1798)
- 06. Februar: Adam Weishaupt, deutscher Freimaurer, Autor, Hochschullehrer und Philosoph, Gründer des Ordens der Illuminaten († 1830)
- 09. Februar: Luther Martin, einer der Gründerväter der USA († 1826)
- 15. Februar: Jeremy Bentham, britischer Jurist und Philosoph († 1832)
- 20. Februar: Euchar von Adam, Leiter des Generalvikariats im Bistum Eichstätt († 1830)
- 25. Februar: Wilhelm Ludwig von Sydow, preußischer Beamter und Politiker († 1826)
- 29. Februar: Kan Chazan, japanischer Dichter und Gelehrter († 1828)
- 03. März: Heinrich Johann Otto König, deutscher Rechtswissenschaftler und Hochschullehrer († 1820)
- 08. März: Daniel Klugkist, deutscher Jurist und Kommunalpolitiker, Senator und Bürgermeister von Bremen († 1814)
- 08. März: Wilhelm V., Fürst von Oranien und Nassau sowie Statthalter der Niederlande († 1806)
- 21. März: Franz Ernst Christoph Leuckart, deutscher Musikverleger, Kunst- und Musikalienhändler († 1817)
- 22. März: Sámuel Ambrózy, ungarischer Theologe († 1806)
- 000März: Henriette Philippine Zimmer, Hofdame der Landgräfin Wilhelmine Karoline von Hessen-Kassel, Tante der Brüder Grimm († 1815)

### Zweites Quartal
- 12. April: Antoine-Laurent de Jussieu, französischer Botaniker († 1836)
- 17. April: Charles Blagden, britischer Arzt und Naturforscher († 1820)
- 17. April: Leopold Leonhard von Thun und Hohenstein, Bischof von Passau († 1826)
- 20. April: Georg Michael Telemann, deutscher Kirchenmusiker und Komponist († 1831)
- 27. April: Adamantios Korais, griechischer Gelehrter und Schriftsteller († 1833)
- 28. April: Franz Moritz Bachmann, deutscher Jurist und Rektor der alten Universität Erfurt († 1809)

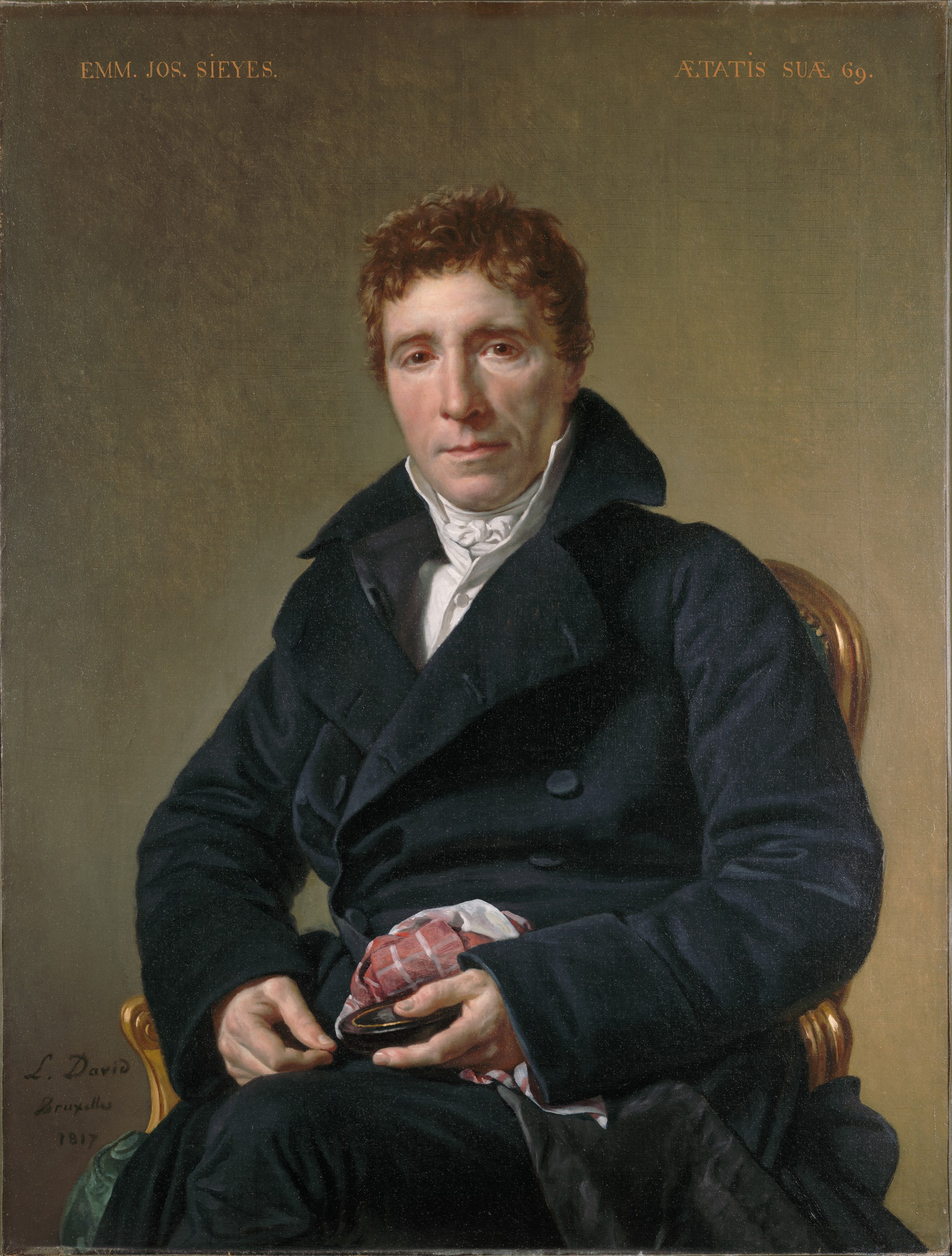
Porträt Emmanuel Joseph Sieyès' von Jacques-Louis David

- 03. Mai: Emmanuel Joseph Sieyès, französischer Priester, Politiker und Revolutionär († 1836)
- 05. Mai: Francesco Azopardi, maltesischer Komponist († 1809)

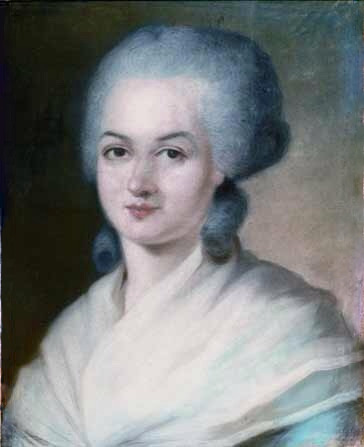
Olympe de Gouges, Pastell von Alexander Kucharski

- 07. Mai: Olympe de Gouges, französische Revolutionärin, Frauenrechtlerin und Schriftstellerin († 1793)
- 08. Mai: Johanna Katharina Morgenstern, deutsche Schriftstellerin († 1796)
- 23. Mai: Jeremiah Chase, Delegierter für Maryland im Kontinentalkongress († 1828)
- 27. Mai: Antoine Alexandre Hanicque, französischer Général de division († 1821)
- 02. Juni: José Lidón, spanischer Komponist († 1827)
- 03. Juni: Jean-Joseph d’Apcher, französischer Adliger († 1798)
- 08. Juni: William Few, Delegierter für Georgia im Kontinentalkongress († 1828)
- 19. Juni: Carl Albrecht Wilhelm von Auer, preußischer Offizier und Beamter († 1830)
- 22. Juni: Thomas Day, englischer Schriftsteller († 1789)
- 30. Juni: Jean Dominique Comte de Cassini, französischer Kartograf und Astronom († 1845)

### Drittes Quartal
- 08. Juli: Johanna Christiana Heyn, deutsche Bürgerin, Mutter Friedrich Hölderlins († 1828)
- 20. Juli: Ferdinand Franz Wallraf, deutscher Kunstsammler († 1824)
- 21. Juli: Friedrich Karl Blum, deutscher Beamter († 1826)
- 31. Juli: Balthasar Alexis Henri Antoine von Schauenburg, französischer General († 1831)
- 08. August: Johann Friedrich Gmelin, deutscher Chemiker († 1804)
- 09. August: Bernhard Schott, deutscher Musiker und Musikverleger († 1809)
- 11. August: Friedrich Henneberg, braunschweigischer Staatsmann († 1812)
- 11. August: Joseph Schuster, deutscher Opernkomponist († 1812)
- 14. August: Christoph Gottlob Heinrich, deutscher Historiker († 1810)
- 19. August: Franz Regis Clet, französischer Missionar in China († 1820)
- 27. August: Johann Gottfried Kletschke, deutscher evangelischer Geistlicher († 1806)
- 28. August: Amalie von Gallitzin, preußische Salonière, Mitbegründerin des 'romantischen’ Katholizismus († 1806)
- 29. August: James Armstrong, US-amerikanischer Politiker († 1828)

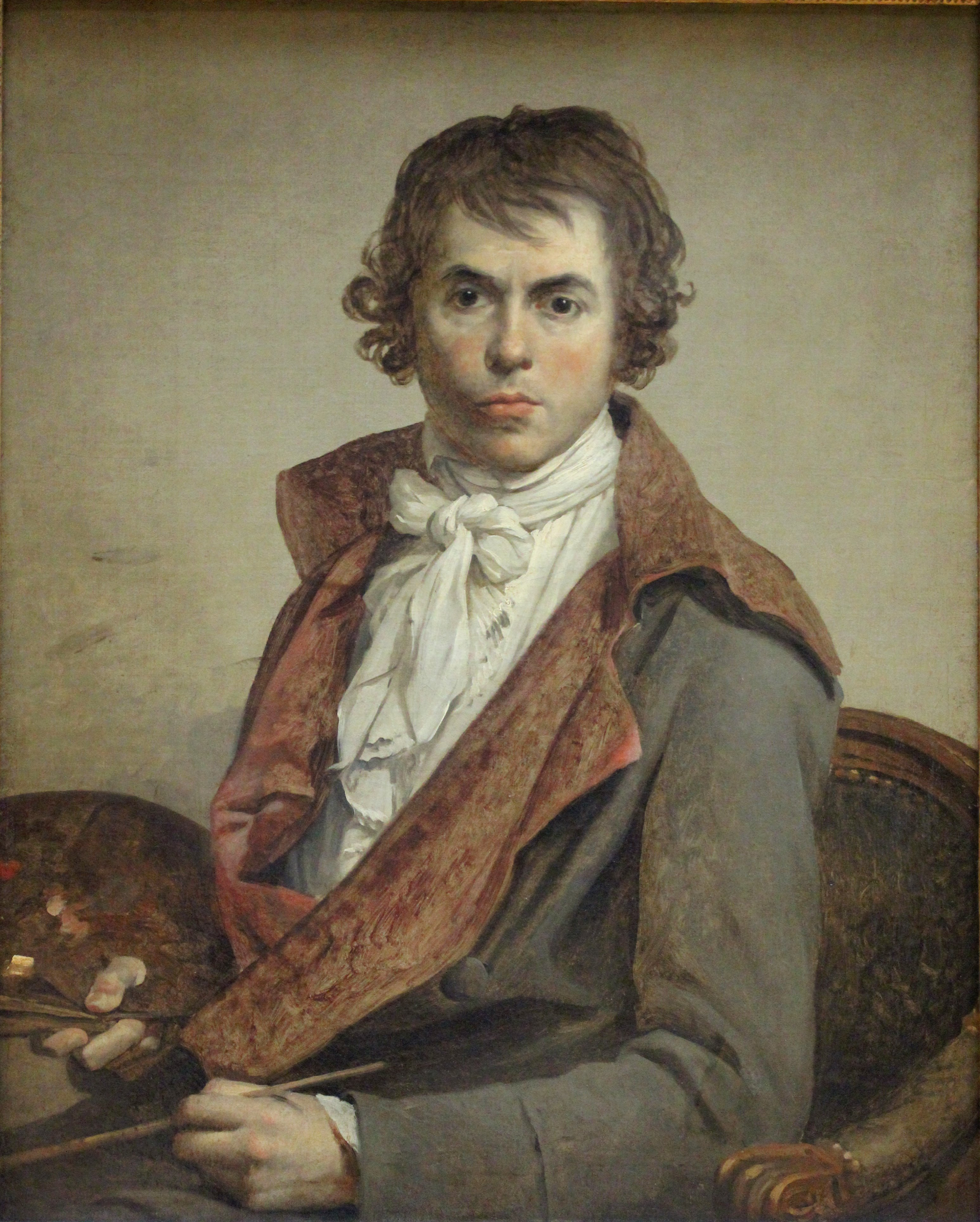
Selbstporträt Jacques-Louis David, 1794

- 30. August: Jacques-Louis David, französischer Maler († 1825)
- 10. September: Johan Vibe, norwegischer Dichter († 1782)
- 12. September: Jean-Michel Huon de Kermadec, französischer Seefahrer und Entdecker († 1793)
- 13. September: Karl Ambros Glutz-Rüchti, Schweizer katholischer Geistlicher († 1825)
- 16. September: Maria Franzisca von Heppenstein, Dame der Münchener Gesellschaft († 1805)
- 17. September: Maria Karolina, Erzherzogin von Österreich, Prinzessin von Ungarn, Böhmen und der Toskana († 1748)
- 18. September: María Micaela Villegas y Hurtado de Mendoza, genannt La Perricholi, peruanische Schauspielerin und Mätresse des Vizekönigs Manuel de Amat y Juniet († 1819)
- 20. September: Benjamin Goodhue, US-amerikanischer Politiker († 1814)
- 26. September: Raymond de Sèze, französischer Jurist († 1828)
- 30. September: Girolamo Ruggia, Schweizer Jesuit und Hochschullehrer († 1823)

### Viertes Quartal
- 04. Oktober: Christian Wilhelm Kindleben, preußischer Magister und Schriftsteller († 1785)

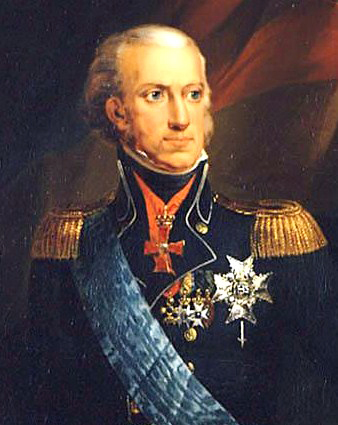
Karl XIII.

- 07. Oktober: Karl XIII., König von Schweden und Norwegen († 1818)
- 09. Oktober: Jakob Adam, österreichischer Kupferstecher († 1811)
- 09. Oktober: Johann Moritz Heinrich Gericke, deutscher Gymnasiallehrer und Rektor († 1826)
- 13. Oktober: Johann Dominik Fiorillo, deutscher Maler und Kunsthistoriker († 1821)
- 15. Oktober: Christian zu Stolberg-Stolberg, deutscher Übersetzer und Lyriker († 1821)
- 21. Oktober: Johann Michael Afsprung, badischer Lehrer und Publizist († 1808)
- 29. Oktober: Daniel Smith, US-amerikanischer Landvermesser, Offizier und Politiker († 1818)
- 30. Oktober: Martha Wayles, Bürgerin Virginias, Ehefrau von Thomas Jefferson († 1782)
- 04. November: Louis Joseph Charles Amable d’Albert de Luynes, französischer Politiker und Militär († 1807)
- 08. November: Erdmann Traugott Reichel, Leipziger Kaufmann († 1832)
- 10. November: David Schwab, Schweizer Kaufmann, Bankier und Politiker († 1823)

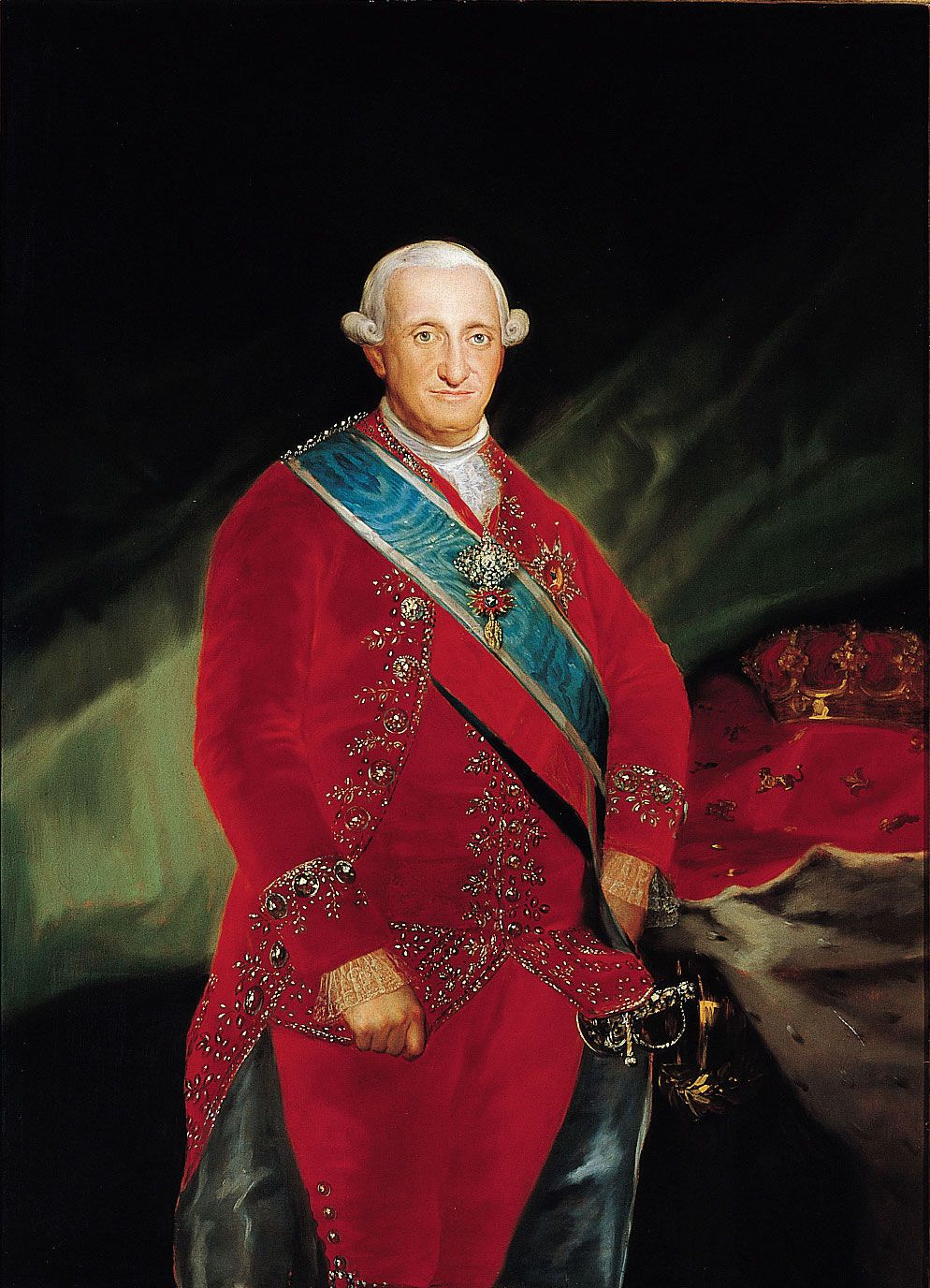
Karl IV. von Spanien

- 11. November: Karl IV., König von Spanien († 1819)
- 14. November: Friedrich von Dietrich, französischer Naturwissenschaftler und Bürgermeister von Straßburg († 1793)
- 15. November: Johann Christian Paulsen, deutscher Forstmann († 1825)
- 24. November: Gottfried August Arndt, deutscher Historiker, Ethnologe und Staatswissenschaftler († 1819)
- 24. November: Johann Karl Volborth, deutscher lutherischer Theologe († 1796)
- 30. November: Jakob Josef von Haus, deutscher Jurist und Hochschullehrer († 1833)
- 02. Dezember: Johannes Petrus Minckeleers, niederländischer Wissenschaftler und Erfinder († 1824)
- 09. Dezember: Claude-Louis Berthollet, französischer Chemiker († 1822)
- 14. Dezember: William Cavendish, 5. Duke of Devonshire, britischer Adliger († 1811)
- 17. Dezember: James Mitchell Varnum, US-amerikanischer General während des Unabhängigkeitskrieges († 1789)
- 20. Dezember: Jürgen von Ahlefeldt, deutscher Amtmann († 1823)
- 21. Dezember: Ludwig Christoph Heinrich Hölty, deutscher Dichter († 1776)
- 25. Dezember: Carl Friedrich Reichhelm, deutscher evangelischer Geistlicher († 1825)

### Genaues Geburtsdatum unbekannt
- John Baptista Ashe, US-amerikanischer Politiker († 1802)
- Marie-Anne Collot, französische Bildhauerin († 1821)
- Timur Schah Durrani, paschtunischer König († 1793)
- John Edwards, US-amerikanischer Politiker († 1837)
- Petrus von Hatzfeld, westfälischer Priester und Abt des Klosters Marienfeld († 1823)
- Franziska Romana Koch, deutsche Opernsängerin, Tänzerin und Schauspielerin († 1796)
- Franz Novotny, rumäniendeutscher Kirchenmusiker und Komponist († 1806)
- William Peckover, britischer Seemann auf der Bounty († 1819)
- Saud I. ibn Abd al-Aziz, Imam der Wahhabiten († 1814)

## Gestorben

### Januar bis April
- 01. Januar: Johann I Bernoulli, Schweizer Mathematiker und Arzt (* 1667)
- 16. Januar: Arnold Drakenborch, niederländischer klassischer Philologe (* 1684)
- 19. Januar: Ernst August I., Herzog von Sachsen-Weimar und Sachsen-Eisenach (* 1688)
- 26. Januar: Pierre Rameau, französischer Tanzmeister und Choreograph (* 1674)
- Januar: Ignazio Prota, italienischer Komponist und Musikpädagoge (* 1690)
- 03. Februar: Henry Madin, französischer Komponist und Kapellmeister (* 1698)
- 04. Februar: Gabriel Girard, französischer Romanist, Slawist, Grammatiker und Lexikologe (* 1677)
- 10. Februar: Benedikt Wilhelm von Ahlefeldt, Herr auf Gut Kaden, Major und Landrat (* 1678)
- 16. Februar: Francesco Onorato Grimaldi, Abt von Monaco und Erzbischof von Besançon (* 1669)
- 18. Februar: Otto Ferdinand von Abensperg und Traun, österreichischer Feldmarschall (* 1677)
- 21. Februar: Antoine Danchet, französischer Schriftsteller (* 1671)
- 21. Februar: Lazare Picault, französischer Seefahrer und Entdecker (* um 1700)
- vor dem 28. Februar: Karl Joseph Hiernle, böhmischer Bildhauer und Bildschnitzer (* um 1693)
- 28. Februar: Hieronymus von Erlach, Schweizer General (* 1667)
- 28. Februar: Johann Rudolf Huber, Schweizer Maler (* 1668)
- 04. März: Marie Louise Madeleine Victoire d’Argenton, französische Adelige, Mätresse des Herzogs Philipp von Orléans (* um 1684)
- 07. März: William Corbett, englischer Komponist und Violinist (* um 1680)
- 08. März: Jacob Herman Klein, niederländischer Komponist (* 1688)
- 13. März: Heinrich XXV., Graf Reuß zu Gera (* 1681)
- 17. März: Pietro Giannone, italienischer Jurist, Historiker und Schriftsteller (* 1676)
- 20. März: Johann Georg Ziesenis der Ältere, deutscher Hofmaler am dänischen Hof (* 1681)
- 23. März: Johann Gottfried Walther, deutscher Organist, Kapellmeister, Komponist und Musikwissenschaftler (* 1684)
- 24. März: Coventry Carew, britischer Politiker (* um 1716)
- 04. April: Friedrich Grimm, deutscher Theologe und leitender Geistlicher der reformierten Landeskirche der Grafschaft Hanau-Münzenberg, Urgroßvater der Brüder Grimm (* 1672)
- 06. April: David Kellner, deutscher Jurist, Dichter, Organist, Musiktheoretiker und Lautenist (* 1670)
- 12. April: William Kent, englischer Architekt, Gartengestalter, Landschaftsmaler und Innenarchitekt (* 1685)
- 13. April: Pierre Roques, französisch-schweizerischer evangelischer Geistlicher (* 1685)
- 16. April: Muhammad Shah, Großmogul von Indien (* 1702)
- 28. April: Lorenzo Mattielli, italienischer Bildhauer (* 1687)

### Mai bis August
- 05. Mai: Alessandro Galli da Bibiena, italienischer Architekt, Maler, Szenograph und Theater-Ingenieur (* 1686)
- 17. Mai: Ambrosius Haude, deutscher Buchhändler und Verleger (* 1690)
- 22. Mai: Asaf Jah I., indischer Adeliger am Mogulhof, Statthalter in Dekkan und Fürst von Hyderabad (* 1671)
- 11. Juni: Felice Torelli, italienischer Maler (* 1667)
- 16. Juni: Jean Philippe François d’Orléans, französischer Adeliger, Abt von Hautvillers und Groß-Prior des französischen Malteserordens (* 1702)
- 24. Juni: Christoph Heinrich Zeibich, deutscher lutherischer Theologe (* 1677)
- 17. Juli: Franz Karl Conradi, deutscher Rechtswissenschaftler (* 1701)
- 24. Juli: Heinrich XXIV., Graf Reuß von Schleiz zu Köstritz (* 1681)
- 03. August: Christian Carl Gabel, dänischer Vizeadmiral (* 1679)
- 16. August: Pietro Giuseppe Sandoni, italienischer Komponist (* 1685)
- 16. August: Heinrich Nicolaus Trebs, Hoforgelbauer des Herzogtums Sachsen-Weimar (* 1678)
- 27. August: James Thomson, schottischer Dichter und Schriftsteller (* 1700)

### September bis Dezember
- 03. September: Thomas Frye, Vizegouverneur der Colony of Rhode Island and Providence Plantations (* 1666)
- 03. September: Johann Scheibe, Leipziger Orgelbauer (* um 1675)
- 04. September: Niklaus Tscheer, Schweizer Pietist und Schriftsteller (* 1671)
- 15. September: Dorothea Sophie von der Pfalz, Herzogin von Parma und Piacenza (* 1670)
- 15. September: Johann Georg Schmidt, böhmischer Maler (* um 1685)
- 17. September: Philipp Gerlach, preußischer Architekt (* 1679)
- 17. September: Maria Karolina, Erzherzogin von Österreich, Prinzessin von Ungarn, Böhmen und der Toskana (* 1748)
- 24. September: Albrecht Wolfgang, deutscher Heerführer, Graf zu Schaumburg-Lippe (* 1699)
- 11. Oktober: Franz Wilhelm Caspar von Hillesheim, Reichsgraf, kurpfälzischer Regierungspräsident und Minister (* 1673)
- 16. Oktober: Franz Joachim Beich, deutscher Maler (* 1665)
- 07. November: Pedro Vicente Maldonado, ecuadorianischer Kartograf und Universalgelehrter (* 1704)
- 22. November: Elisabeth Sophie von Brandenburg, Herzogin von Kurland, Markgräfin von Brandenburg-Bayreuth und Herzogin von Sachsen-Meiningen (* 1674)
- 25. November: Isaac Watts, britischer Liederdichter (* 1674)
- 30. November: Zacharias Longuelune, französischer Architekt und Architekturzeichner (* 1669)
- 02. Dezember: Charles Seymour, 6. Duke of Somerset, englischer Adeliger sowie Hof- und Staatsbeamter (* 1662)
- 11. Dezember: Ewald Georg von Kleist, preußischer Jurist und Naturwissenschaftler (* 1700)
- 15. Dezember: Joseph Winkler, österreichischer Steinmetz und Bildhauer (* 1665)
- 20. Dezember: Simon Paul Hilscher, deutscher Mediziner (* 1682)
- 22. Dezember: Johann Nepomuk Karl, Fürst von Liechtenstein (* 1724)
- 31. Dezember: Philipp Heinrich Zollmann, deutscher Kartograf und Wissenschaftler (* vor 1690)

### Genaues Todesdatum unbekannt
- Johann Baring, deutsch-englischer Kaufmann (* 1697)
- Francisco Xavier Doutel, portugiesischer Händler, Offizier und Kolonialverwalter, Gouverneur von Portugiesisch-Timor und Solor
- Antoni Fiter i Rossell, andorranischer Patrizier und Doktor der Rechte (* 1706)
- Johann Gottfried Kemmeter, deutscher Architekt
- John Laguerre, französischer Historienmaler, Kupferstecher und Sänger (* 1688)
- Nizam ud Din Sehalvi, islamischer Gelehrter in Indien (* 1677)
- Dirck Trip, Bürgermeister von Amsterdam (* 1691)